# Carousel
Carousel er en duo fra Letland, som består af sangerinden Sabīne Žuga og guitaristen Mārcis Vasiļevskis. Duoen repræsenterer sit land med sangen "That Night" ved Eurovision Song Contest 2019, der afholdes i Tel Aviv i Israel.